# Seznam ulic v Brně-Vinohradech
Seznam ulic v Brně-Vinohradech uvádí přehled ulic a veřejných prostranství na území městské části Brno-Vinohrady.

## Seznam
| Název            | Pojmenováno po                 | Souřadnice                       | Obrázek | Commons           | RÚIAN   | Mapy.cz         |
| ---------------- | ------------------------------ | -------------------------------- | ------- | ----------------- | ------- | --------------- |
| Blatnická        | Blatnice pod Svatým Antonínkem | 49°12′32″ s. š., 16°39′37″ v. d. |         | Blatnická (Brno)  | 21393   | stre&id=78985   |
| Bořetická        | Bořetice                       | 49°12′9″ s. š., 16°39′27″ v. d.  |         |                   | 21563   | stre&id=79001   |
| Bzenecká         | Bzenec                         | 49°12′25″ s. š., 16°39′37″ v. d. |         | Bzenecká (Brno)   | 22021   | stre&id=79047   |
| Hapalův park     |                                | 49°12′35″ s. š., 16°40′5″ v. d.  |         |                   | 2302471 | stre&id=5196169 |
| Jedovnická       | Jedovnice                      | 49°12′43″ s. š., 16°40′27″ v. d. |         | Jedovnická        | 36153   | stre&id=80455   |
| Křtinská         | Křtiny                         | 49°11′57″ s. š., 16°39′47″ v. d. |         | Křtinská (Brno)   | 26573   | stre&id=79502   |
| Mikulovská       | Mikulov                        | 49°12′19″ s. š., 16°39′49″ v. d. |         | Mikulovská (Brno) | 27952   | stre&id=79640   |
| Mutěnická        | Mutěnice                       | 49°12′13″ s. š., 16°39′27″ v. d. |         | Mutěnická (Brno)  | 28258   | stre&id=79669   |
| Prušánecká       | Prušánky                       | 49°12′29″ s. š., 16°39′34″ v. d. |         |                   | 30341   | stre&id=79876   |
| Pálavské náměstí | Pavlovské vrchy                | 49°12′22″ s. š., 16°39′42″ v. d. |         | Pálavské náměstí  | 30678   | stre&id=79909   |
| Révová           | réva vinná                     | 49°12′14″ s. š., 16°39′15″ v. d. |         | Révová (Brno)     | 759571  | stre&id=148410  |
| Tvrdonická       | Tvrdonice                      | 49°12′27″ s. š., 16°39′19″ v. d. |         |                   | 37036   | stre&id=80542   |
| Valtická         | Valtice                        | 49°12′16″ s. š., 16°39′27″ v. d. |         | Valtická (Brno)   | 34231   | stre&id=80263   |
| Ve vinohradech   | vinice                         | 49°12′11″ s. š., 16°38′50″ v. d. |         |                   | 34371   | stre&id=80277   |
| Velkopavlovická  | Velké Pavlovice                | 49°12′16″ s. š., 16°39′48″ v. d. |         |                   | 34436   | stre&id=80283   |
| Vlčnovská        | Vlčnov                         | 49°12′37″ s. š., 16°39′32″ v. d. |         | Vlčnovská (Brno)  | 34649   | stre&id=80304   |
| Věstonická       | Dolní Věstonice                | 49°12′6″ s. š., 16°39′25″ v. d.  |         | Věstonická (Brno) | 37168   | stre&id=80555   |
| Čejkovická       | Čejkovice                      | 49°12′6″ s. š., 16°39′39″ v. d.  |         |                   | 22420   | stre&id=79087   |
| Šedova           | Ondřej Šeda                    | 49°11′56″ s. š., 16°39′35″ v. d. |         |                   | 32638   | stre&id=80104   |
| Žarošická        | Žarošice                       | 49°12′39″ s. š., 16°39′42″ v. d. |         | Žarošická (Brno)  | 37192   | stre&id=80558   |